# سابيجنيس
سابيجنيس (بالفرنسية: Sapignies)‏ هي بلدية تقع في إقليم باد كاليه من منطقة نور با دو كاليه في شمال فرنسا. تبلغ مساحة هذه المدينة 3.33 (كم²)، وترتفع عن سطح البحر 121 م، يبلغ عدد سكانها 205 نسمة حسب إحصاء المعهد الوطني للإحصاء والدراسات الاقتصادية سنة 2009 م. وترأس Nadine Caron البلدية خلال فترة (2008-2014).